# Community Shield 2009
La Community Shield 2009 fue la edición n.º 87 de la competición, fue disputada entre el campeón de la Premier League 2008/09, el Manchester United y el campeón de la FA Cup 2008-09, el Chelsea.
El partido se disputó el 9 de agosto de 2009 en el nuevo Wembley ante 85.896 espectadores.
El encuentro finalizó 2-2 y se decidió por penales con un resultado de 4-1, así el trofeo se lo adjudicó el Chelsea, derrotando al vigente campeón y consiguiendo su cuarto trofeo de esta competición inglesa, el tercero en esta década.

## Community Shield 2009

### Equipos
| Manchester United |  | Bandera de Inglaterra |  | Campeón de la Premier League (2008/09) |
| Chelsea           |  | Bandera de Inglaterra |  | Campeón de la FA Cup (2008/09)         |

### Partido
| 1          | POR        | Petr Čech          |     |
| 2          | DEF        | Branislav Ivanović | 46' |
| 6          | DEF        | Ricardo Carvalho   |     |
| 26         | DEF        | John Terry         |     |
| 3          | DEF        | Ashley Cole        |     |
| 12         | MED        | John Obi Mikel     | 65' |
| 5          | MED        | Michael Essien     |     |
| 15         | MED        | Florent Malouda    | 78' |
| 8          | MED        | Frank Lampard      |     |
| 39         | DEL        | Nicolas Anelka     | 84' |
| 11         | DEL        | Didier Drogba      |     |
| Entrenador | Entrenador | Carlo Ancelotti    |     |

| 12         | POR        | Ben Foster        |     |
| 22         | DEF        | John O'Shea       | 75' |
| 5          | DEF        | Rio Ferdinand     |     |
| 23         | DEF        | Jonny Evans       |     |
| 3          | DEF        | Patrice Evra      |     |
| 17         | MED        | Nani              | 63' |
| 24         | MED        | Darren Fletcher   | 75' |
| 16         | MED        | Michael Carrick   |     |
| 13         | MED        | Park Ji-Sung      | 75' |
| 10         | DEL        | Wayne Rooney      |     |
| 9          | DEL        | Dimitar Berbatov  | 75' |
| Entrenador | Entrenador | Sir Alex Ferguson |     |

| 17 | DEF | José Bosingwa   | 46' |
| 13 | MED | Michael Ballack | 65' |
| 20 | MED | Deco            | 78' |
| 21 | DEL | Salomon Kalou   | 84' |

| 25 | MED | Antonio Valencia | 63' |
| 20 | DEF | Fábio            | 75' |
| 11 | DEF | Ryan Giggs       | 75' |
| 18 | MED | Paul Scholes     | 75' |
| 7  | DEL | Michael Owen     | 75' |

|  | 52' | Ricardo Carvalho | 1-1 |
|  | 70' | Frank Lampard    | 2-1 |

|  | 10'   | Nani         | 0-1 |
|  | 90+2' | Wayne Rooney | 2-2 |

|  | 13' | Branislav Ivanović |

|  | 4'  | Dimitar Berbatov |
|  | 80' | Patrice Evra     |
|  | 86' | Michael Owen     |
|  |     |                  |

| \| Frank Lampard \| \| 1:0 \| \| \| \| \| \| 1:0 \| \| Ryan Giggs \| \| Michael Ballack \| \| 2:0 \| \| \| \| \| \| 2:1 \| \| Michael Carrick \| \| Didier Drogba \| \| 3:1 \| \| \| \| \| \| 3:1 \| \| Patrice Evra \| \| Salomon Kalou \| \| 4:1 \| \| \| |           |     |  |                 |
| Árbitro: | Chris Foy |     |  |                 |
| |           |     |  |                 |
| |           |     |  |                 |
| |           |     |  |                 |
| Frank Lampard |           | 1:0 |  |                 |
| |           | 1:0 |  | Ryan Giggs      |
| Michael Ballack |           | 2:0 |  |                 |
| |           | 2:1 |  | Michael Carrick |
| Didier Drogba |           | 3:1 |  |                 |
| |           | 3:1 |  | Patrice Evra    |
| Salomon Kalou |           | 4:1 |  |                 |

| Frank Lampard   |  | 1:0 |  |                 |
|                 |  | 1:0 |  | Ryan Giggs      |
| Michael Ballack |  | 2:0 |  |                 |
|                 |  | 2:1 |  | Michael Carrick |
| Didier Drogba   |  | 3:1 |  |                 |
|                 |  | 3:1 |  | Patrice Evra    |
| Salomon Kalou   |  | 4:1 |  |                 |

| 1          | POR        | Petr Čech          |     |
| 2          | DEF        | Branislav Ivanović | 46' |
| 6          | DEF        | Ricardo Carvalho   |     |
| 26         | DEF        | John Terry         |     |
| 3          | DEF        | Ashley Cole        |     |
| 12         | MED        | John Obi Mikel     | 65' |
| 5          | MED        | Michael Essien     |     |
| 15         | MED        | Florent Malouda    | 78' |
| 8          | MED        | Frank Lampard      |     |
| 39         | DEL        | Nicolas Anelka     | 84' |
| 11         | DEL        | Didier Drogba      |     |
| Entrenador | Entrenador | Carlo Ancelotti    |     |

| 12         | POR        | Ben Foster        |     |
| 22         | DEF        | John O'Shea       | 75' |
| 5          | DEF        | Rio Ferdinand     |     |
| 23         | DEF        | Jonny Evans       |     |
| 3          | DEF        | Patrice Evra      |     |
| 17         | MED        | Nani              | 63' |
| 24         | MED        | Darren Fletcher   | 75' |
| 16         | MED        | Michael Carrick   |     |
| 13         | MED        | Park Ji-Sung      | 75' |
| 10         | DEL        | Wayne Rooney      |     |
| 9          | DEL        | Dimitar Berbatov  | 75' |
| Entrenador | Entrenador | Sir Alex Ferguson |     |

| 17 | DEF | José Bosingwa   | 46' |
| 13 | MED | Michael Ballack | 65' |
| 20 | MED | Deco            | 78' |
| 21 | DEL | Salomon Kalou   | 84' |

| 25 | MED | Antonio Valencia | 63' |
| 20 | DEF | Fábio            | 75' |
| 11 | DEF | Ryan Giggs       | 75' |
| 18 | MED | Paul Scholes     | 75' |
| 7  | DEL | Michael Owen     | 75' |

|  | 52' | Ricardo Carvalho | 1-1 |
|  | 70' | Frank Lampard    | 2-1 |

|  | 10'   | Nani         | 0-1 |
|  | 90+2' | Wayne Rooney | 2-2 |

|  | 13' | Branislav Ivanović |

|  | 4'  | Dimitar Berbatov |
|  | 80' | Patrice Evra     |
|  | 86' | Michael Owen     |
|  |     |                  |

| \| Frank Lampard \| \| 1:0 \| \| \| \| \| \| 1:0 \| \| Ryan Giggs \| \| Michael Ballack \| \| 2:0 \| \| \| \| \| \| 2:1 \| \| Michael Carrick \| \| Didier Drogba \| \| 3:1 \| \| \| \| \| \| 3:1 \| \| Patrice Evra \| \| Salomon Kalou \| \| 4:1 \| \| \| |           |     |  |                 |
| Árbitro: | Chris Foy |     |  |                 |
| |           |     |  |                 |
| |           |     |  |                 |
| |           |     |  |                 |
| Frank Lampard |           | 1:0 |  |                 |
| |           | 1:0 |  | Ryan Giggs      |
| Michael Ballack |           | 2:0 |  |                 |
| |           | 2:1 |  | Michael Carrick |
| Didier Drogba |           | 3:1 |  |                 |
| |           | 3:1 |  | Patrice Evra    |
| Salomon Kalou |           | 4:1 |  |                 |

| Frank Lampard   |  | 1:0 |  |                 |
|                 |  | 1:0 |  | Ryan Giggs      |
| Michael Ballack |  | 2:0 |  |                 |
|                 |  | 2:1 |  | Michael Carrick |
| Didier Drogba   |  | 3:1 |  |                 |
|                 |  | 3:1 |  | Patrice Evra    |
| Salomon Kalou   |  | 4:1 |  |                 |

| Campeón Community Shield 2009 |
| ----------------------------- |
| Chelsea 4° título             |

| Predecesor: Community Shield 2008 | Community Shield 2009 | Sucesor: Community Shield 2010 |